# Oued Daoura
L'oued Daoura est un oued issu de la convergence de deux rivières : le Rheris et le Ziz, qui prennent leurs sources dans le Haut Atlas. Le confluent est situé au Maroc, au sud-ouest de la ville de Taouz (de). Ses eaux se perdent dans le Sahara algérien.